# Brassiophoenix
Brassiophoenix är ett släkte av enhjärtbladiga växter. Brassiophoenix ingår i familjen Arecaceae.
Kladogram enligt Catalogue of Life:
| Brassiophoenix | \| \| Brassiophoenix drymophloeoides \| \| \| \| \| \| Brassiophoenix schumannii \| \| \| \| |
|                | \| \| Brassiophoenix drymophloeoides \| \| \| \| \| \| Brassiophoenix schumannii \| \| \| \| |
|                | Brassiophoenix drymophloeoides                                                               |
|                |                                                                                              |
|                | Brassiophoenix schumannii                                                                    |
|                |                                                                                              |